# Knapp (hrabstwo Jackson)
Knapp – miasto w Stanach Zjednoczonych, w stanie Wisconsin, w hrabstwie Jackson.